# Мария Елеонора фон Бранденбург (1607–1675)
Мария Елеонора фон Бранденбург (на немски: Marie Eleonore von Brandenburg; * 1 април 1607, Кьолн на Шпрее (Берлин); † 18 февруари 1675, Кройцнах) е принцеса от фамилията Хоенцолерн от Бранденбург и чрез женитба пфалцграфиня на Пфалц-Зимерн. От 1655 до 1658 г. е регентка на Зимерн.

## Живот
Тя е единственото дете на курфюрст Йоахим Фридрих фон Бранденбург (1546 – 1608), администратор на Херцогство Прусия, и втората му съпруга принцеса Елеонора от Прусия (1583 – 1607), дъщеря на херцог Албрехт Фридрих и Мария Елеонора фон Юлих-Клеве-Берг (1550 – 1608), внучка на император Фердинанд I. Още като бебе тя става сираче и расте при чичо си Христиан.
Мария Елеонора се омъжва на 4 декември 1631 г. в Кьолн на Шпрее за пфалцграф Лудвиг Филип фон Зимерн (1602 – 1655) в Зимерн-Кайзерслаутерн, най-малкият син на пфалцграф и курфюрст Фридрих IV и брат на бохемския „зимен крал“ Фридрих V. През пролетта 1632 г. след освобождението чрез шведите те могат да се преместят в Пфалц. Те отново са изгонени през 1635 г. от императорската живеят няколко години в изгнание в Мец и Седан.
След смъртта на Лудвиг Филип неговият племенник Карл Лудвиг иска опекунството в Пфалц-Зимерн. Силната Мария Елеонора с помощта Фридрих Вилхелм фон Бранденбург получава регентството. Също и император Фердинанд III на 6 юли 1655 г. я признава за регентка на княжеството. Мария Елеонора рездира в Кайзерслаутерн и надживява всичките си деца. Пфалц-Зимерн попада обратно към Курпфалц.
Мария Елеонора е погребана в църквата „Св. Стефан“ в Зимерн.

## Деца
Мария Елеонора и Лудвиг Филип фон Зимерн имат седем деца, от които две порастват:
- Карл Фридрих (1633 – 1635)
- Густав Лудвиг (1634 – 1635)
- Карл Филип (1635 – 1636)
- Лудвиг Казимир (1636 – 1652)
- Елизабет Мария Шарлота (1638 – 1664)

∞ 1660 херцог Георг III от Лигница (1611 – 1664)
- Лудвиг Хайнрих Мориц (1640 – 1674), пфалцграф на Зимерн

∞ 1666 принцеса Мария от Орания-Насау (1642 – 1688), дъщеря на Фредерик Хендрик Орански
- Луиза София Елеонора (1642 – 1643)